# Украинско-шведские отношения
Украинско-шведские отношения — двусторонние отношения между Украиной и Швецией, имеющие долгую и сложную историю, которая отмечена многочисленными историческими фактами. Швеция установила связи с Украиной, как и Украина со Швецией: страны обменялись верительными грамотами.

## Политическое партнерство
Дипломатические отношения Швеции и Украины были установлены после провозглашения независимости Украины в 1991 года. Швеция первой среди стран Северной Европы признала государственную независимость Украины. Дипломатические отношения между двумя странами были установлены 13 января 1992 года. В сентябре 1992 года начало свою деятельность посольство Королевства Швеция на Украине, в Киеве. 31 мая 1994 года начата деятельность дипломатического представительства Украины в Стокгольме, возглавляемого по совместительству послом Украины в Финляндской Республике. 11 февраля 1999 года верительные грамоты первого посла Украины с резиденцией в Стокгольме королю Швеции Карлу XVI Густаву вручил А. С. Слипченко. С апреля 2003 года до июля 2004 года послом Украины в Швеции был Л. А. Кожара, с февраля 2007 года до мая 2008 года — А. Г. Пономаренко, с сентября 2008 года до декабря 2011 года — Е. П. Перебийнис, с января 2012 года — В. А. Степанов.
Украина принадлежит к приоритетам внешней политики Швеции в Восточной Европе. Важную роль играет реализация предложенной ею совместно с Республикой Польша инициативы «Восточное партнерство». Швеция поддерживает стремление государственной власти Украины вступить в Европейский Союз.

## Города-побратимы
- Киев и Стокгольм (с 24 марта 1999 г.),
- Луганск и Вансбро,
- Хмельницкий и Крамфорс.